# صومعه گراچانیتسا
صومعه گراچانیتسا (صربی: Манастир Грачаница; آلبانیایی: Manastiri i Graçanicës) یک صومعه ارتدکس صربی واقع‌شده در کوزوو است. این صومعه در سال ۱۳۲۱ بر ویرانه‌های یک بازیلیکای مربوط به سدهٔ ششم میلادی توسط پادشاه صربستان، استفان میلوتین ساخته شد. این صومعه در ۱۳ ژوئیه ۲۰۰۶ تحت نام «بناهای قرون وسطایی در کوزوو» به عنوان گسترشی برای ویسوکی دچانی به عنوان یک میراث جهانی یونسکو ثبت شد و در کل هر دو صومعه در فهرست میراث جهانی در معرض خطر قرار دارند.
صومعه گراچانیتسا یکی از آخرین موقوفات به یاد ماندنی پادشاه میلوتین است. این صومعه در گراچانیتسا، یک منطقه محصور صربی در مجاورت نزدیک لیپلیان واقع شده‌است.

## جغرافیا
این صومعه در گراچانیتسا، یک منطقه محصور صربی در نزدیکی لیپلیان، حدود ۵ کیلومتر (۳٫۱ مایل) از پریشتینا قرار دارد. نام این صومعه از واژهٔ اسلاوی Gradac، یک نام مکانی برای مکان‌های مستحکم‌شده گرفته شده‌است.

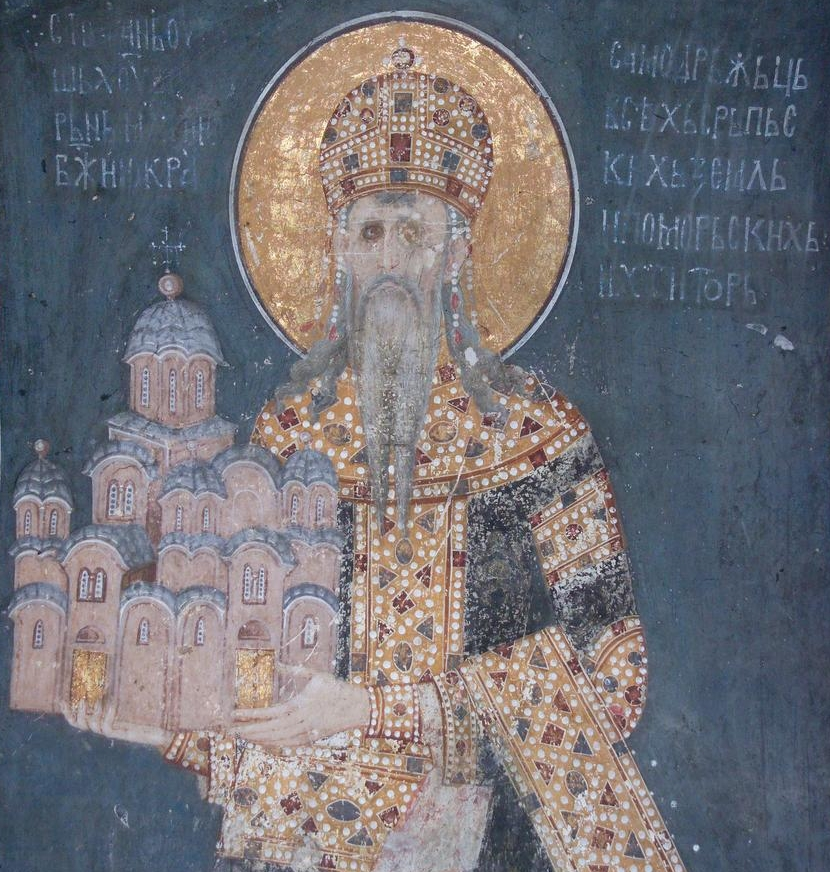
نقاشی دیواری کتتور (بنیانگذار) با استفان میلوتین که ماکت کلیسا را در دست دارد، حدوداً. ۱۳۲۱.

## تاریخچه
گراچانیتسا بر روی ویرانه‌های یک کلیسای قدیمی‌تر باکره مقدس متعلق به قرن سیزدهم ساخته شده‌است، که خود بر روی ویرانه‌های یک کلیسای مسیحی اولیه قرن ششم ساخته شده‌است. گفته‌های کتتور استفان میلوتین بر دیوار جنوبی نوشته شده‌است، از جمله «من خرابه‌ها و زوال معبد مریم مقدس گراچانیتسا، اسقف‌نشین لیپلیان را دیده‌ام، بنابراین آن را از زنو ساخته‌ام و آن را از داخل و بیرون نقاشی و تزئین کرده‌ام.» در سال ۱۳۴۶، زمانی که اسقف اعظم صربستان به درجه ایلخانی ارتقا یافت، به اسقف لیپلیان عنوان افتخاری اسقف کلان‌شهر اعطا شد.